# Umberto Mariani
Umberto Mariani (Milano, 16 novembre 1936) è un artista e pittore italiano.

## Biografia
Figlio di Ugo e Jole Nizzoli impiegati contabili che rappresentano nell'ambito familiare la tipica piccola borghesia fra le due guerre, ma fortemente permeata di ragioni idealistiche. Ciò è confermato dall'attiva partecipazione del padre alla lotta antifascista. Negli anni 1943-1944 la loro casa a Milano serve da rifugio a gruppi di ebrei perseguitati, protetti e aiutati dalla organizzazione clandestina facente capo a Fernanda Wittgens. L'esperienza della guerra lascia tracce significative nell'animo del giovanissimo Mariani.
Compie regolari studi artistici, prima al Liceo Artistico e poi nello stesso edificio storico dal 1954 al 1958 all'Accademia di Brera nella scuola di Achille Funi nello studio del quale viene assunto come assistente. Negli anni che vanno dal 1959 al 1965 collabora strettamente con il suo maestro per la realizzazione di numerose e grandiose decorazioni ad affresco. Collabora anche alla realizzazione della pala d'altare di San Giuseppe nella Basilica di San Pietro a Roma (altare centrale del transetto di sinistra). Attraverso queste esperienze apprende la capacità di “lavorare in grande” capacità utilizzata per tutti gli anni a seguire.

## I Piombi
A partire dal 1990 Mariani, partendo dal tema caro del panneggio, fornisce nei Piombi un'idea stilizzata e geometrizzata di questo soggetto. Il panneggio perde ogni forma veristica, si cristallizza in linee rette che volgono ad affermare una visione più idealistica, più simbolica.
Presente alla XIII Quadriennale nazionale d'arte di Roma (1998-1999) e alla XIV Quadriennale nazionale d'arte di Roma (2003-2004).
Nel luglio 2011 la mostra Le vesti di Saturno è ospitata nelle prestigiose sale della Galleria Medici in Palazzo Medici-Riccardi a Firenze. 
La personale Opere recenti-Piombi si tiene nei mesi di marzo-aprile 2013 negli spazi barocchi della Sala San Ignazio ad Arezzo. 
Nel mese di ottobre 2013 negli ambienti dei Chiostri di San Domenico a Reggio Emilia si svolge la mostra antologica Umberto Mariani-Opere 1967-2013 (catalogo Allemandi).
Nello stesso mese Opera Gallery, presente con le sue 12 sedi nei 5 continenti, stipula un contratto di esclusiva con l'artista, e programma esposizioni di Mariani a Parigi, New York e Hong-Kong.
Le Fiere d'Arte di Reggio Emilia e di Parma ospitano sue mostre personali rispettivamente nei mesi di ottobre 2014 e gennaio 2015. 
Nel settembre 2015 una grande opera ambientale dal titolo Plutone e Dioniso-Omaggi a Dag Hammarskjoeld, un inno alla Pace, viene esposta nelle sale del Museo delle pitture murali di Prato. 

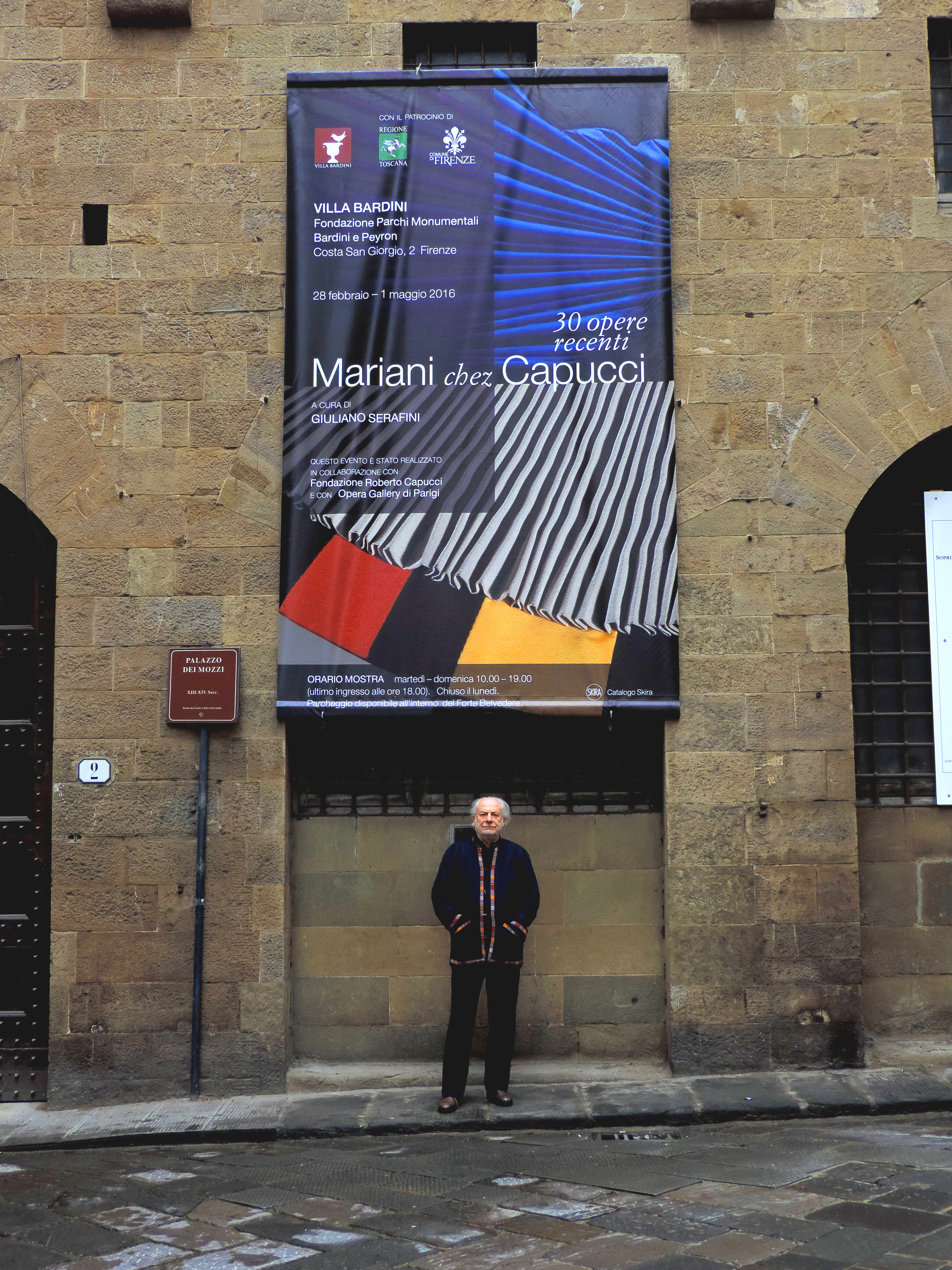
La mostra a Firenze Mariani chez Capucci

Nel 2016 si svolge la personale dal titolo Mariani chez Capucci alla Fondazione Capucci sita in Villa Bardini a Firenze.
Nei mesi di novembre e dicembre viene organizzata una mostra antologica alla Fondazione Mudima di Milano con 50 opere dal 1967 al 2016.
Tra marzo e aprile 2017 si svolge una mostra personale presso Opera Gallery a Parigi dal titolo Umberto Mariani e le Monochrome Italien.
Si svolge la mostra Arte ribelle- 1960/1970 -Artisti del '68 nelle sale espositive del Credito Valtellinese a Milano con tre opere di grandi dimensioni del maestro. La mostra proseguirà a novembre a Fano nella Galleria Carifano.
2018 – 2019 Tre importanti musei ospitano il ciclo di mostre personali Frammenti da Bisanzio: il Museo nazionale di Ravenna, quindi i Musei di San Salvatore in Lauro a Roma e per concludere il Museo Statale dell'Ermitage di San Pietroburgo, Palazzo dello Stato Maggiore.
Il centro Studi Grande Milano ha assegnato martedì 29 gennaio 2019 a Palazzo Isimbardi, nella sala degli affreschi, all'artista Umberto Mariani l'onorificenza Le Grandi Guglie quale ambasciatore della cultura milanese nel mondo.
2020 Presso le Gallerie d'Italia a Milano la personale Umberto Mariani. Frammenti da Bisanzio (atto terzo). In dialogo con icone russe
2020 -2021 Presso il Palazzo Ducale di Mantova la personale Omaggio a "La piega. Leibniz e il barocco"
2022 Presenza ufficiale alla Biennale di Venezia nel padiglione del Camerun con una installazione dal titolo "Non mi piego" nel chiostro della chiesa di Santa Maria dei Carmini. Le 28 finestre del chiostro sono state allestite dai suoi caratteristici drappi.
2024 Storiche opere sono presenti nella mostra POP/BEAT-Italia 1960-1979 – Liberi di sognare a Vicenza presso la Basilica Palladiana.